# Lou Ruvo Center for Brain Health
Il Lou Ruvo Center for Brain Health (Centro per la salute cerebrale Lou Ruvo), chiamato ufficialmente Cleveland Clinic Lou Ruvo Center for Brain Health, è un centro neurologico situato a Las Vegas in Nevada, utilizzato per fornire servizi correlati a tutti gli aspetti della cura del paziente, della ricerca e dell'istruzione sui temi di Alzheimer, Parkinson, corea di Huntington, sclerosi multipla, sclerosi laterale amiotrofica e dei disturbi della memoria.
Inaugurato nel maggio 2010, è gestito dalla Cleveland Clinic ed è stato progettato dall'architetto Frank Gehry.